# Vitaly Komar
Vitaly Anatolyevich Komar (en russe : Вита́лий Анато́льевич Ко́мар), né à Moscou le 11 septembre 1943, est un artiste conceptuel américain d'origine russe.

## Biographie
Vitaly Komar fréquente l'Académie des Beaux-Arts de Moscou de 1958 à 1960, puis l'Institut Stroganov d'art et de design de 1962 à 1967.
De 1965 à 2003, Komar collabore avec l'artiste Alexandre Melamid avec qui il initie le mouvement Sots Art, qui est l'homologue soviétique du Pop Art. Ils sont connus sous le nom Komar et Melamid. Tous deux participent en 1987 à la documenta 8 à Cassel et sont les premiers artistes russes qui se présentent à une
documenta.
Komar est également actif contre le système politique de l'Union soviétique. Il quitte son pays pour Israël, puis pour les États-Unis et prend la nationalité américaine.
Komar collabore avec Melamid jusqu'en 2003, année où ils décident de poursuivre leur travail individuellement. Komar réside actuellement à New York et a exposé à la Biennale de Moscou et la Galerie Sandmann à Berlin.